# Józef Izbiński
Józef Izbiński herbu Prawdzic – łowczy sochaczewski, pisarz grodzki sochaczewski. 
Deputat na trybunał koronny w 1744, był elektorem Stanisława Augusta Poniatowskiego z ziemi sochaczewskiej. Żonaty z Magdaleną Kretkowską, ojciec Placyda Izbińskiego, oraz kilku synów zmarłych młodo.